# لوگرد
لوگرد یک روستا در ایران است که در بخش دهج واقع شده‌است. لوگرد ۲۱۶ نفر جمعیت دارد.